# Call of Duty: Modern Warfare II (2022)
Call of Duty: Modern Warfare II — компьютерная игра в жанре шутера от первого лица, разработанная компанией Infinity Ward, издателем игры выступила Activision. Это сиквел Call of Duty: Modern Warfare 2019 года, а также девятнадцатая часть в серии. Игра выпущена 28 октября 2022 года для PC, PlayStation 4, Xbox One, PlayStation 5 и Xbox Series X/S. Продолжение было выпущено 10 ноября 2023 года.

## Сюжет
События игры происходят через три года после того, как капитан Джон Прайс сформировал элитную многонациональную контртеррористическую «Оперативную группу 141», в которую вошли сержант Кайл «Газ» Гэррик, сержант Джон «Соуп» Мактавиш и лейтенант Саймон «Гоуст» Райли.
В июле 2022 года «Оперативная группа 141» работала под командованием американского генерала Шепарда, нанося точечные удары по поддерживаемым Россией иранским силам. После убийства иранского генерала Горбрани майор группы «Аль-Кудс» Гассан Зийяни становится новым лидером и в течение нескольких месяцев участвует в финансировании террористической деятельности Аль-Каталы. Его действия привлекли внимание Шепарда и агента ЦРУ Кейт Ласвэлл, которая приказала отправить отряд морских пехотинцев во главе с лейтенантом Саймоном «Гоустом» Райли и сержантом Джоном «Соупом» Мактавишем для задержания Гассана в Аль-Мазре. Группа не успела захватить Гассана, но обнаружила, что у террористов есть баллистическая ракета американского производства.
Ласвэлл, капитан Джон Прайс и сержант Кайл «Газ» Гэррик преследуют одного из курьеров Гасана в Амстердаме. Они узнают, что террористы вступили в союз с мексиканским картелем Лас-Альмас. После неудачной попытки задержания Гасана на американо-мексиканской границе полковник мексиканского спецназа Алехандро Варгас и его заместитель сержант-майор Родольфо «Руди» Парра участвуют в совместной операции с Гоустом, Соупом и американской ЧВК «Шэдоу компани» по захвату Гассана. Несмотря на успех, они вынуждены освободить его, чтобы избежать политических последствий, установив устройство слежения на его мобильный телефон.
Отслеживаемый телефонный звонок Гассана приводит Прайса, Ласвелл и Газа в Испанию, где они организовывают набег на принадлежащий Лас-Альмасу рыбный завод, там они обнаруживают, что у террористов были устройства GPS российского производства, которые можно было использовать для украденных ракет. В ходе операции Ласвэлл была захвачена силами Аль-Каталы. Прайс и Газ, вопреки мнению Шепарда, отправились в Урзыкстан, чтобы спасти её с помощью своих старых союзников: Николая и Фары Карим. Тем временем Варгас и Соуп проникают в особняк Лас-Алмас, чтобы идентифицировать лидера картеля, Эль Син Номбре, которым оказывается бывшим товарищем Варгаса Валерией Гарза. Она заключает сделку с «Шэдоу компани» и раскрывает местонахождение ракет. В ходе рейда, возглавляемого Гоустом, командиром «Шэдоу компани» Филиппом Грейвзом, Соупом и Варгасом, оперативная группа атакует заброшенную нефтяную вышку и грузовой танкер, чтобы предотвратить запуск ракеты. После успешного завершения миссии Грейвз и Шепард предают Варгаса и «Оперативную группу 141», захватив оперативную базу первого. Филипп захватывает и заключает в тюрьму Алехандро, Гоусту и Соупу удалось сбежать, и они направляются в безопасное место. С помощью Парры, Ласвэлл, Прайса и Газа, Райли и Мактавиш освобождают Варгаса и его солдат, устраивая побег из тюрьмы.
Ласвэлл сообщает, что Шепард и Грейвз были ответственны за незаконную транспортную миссию, целью которой была доставка баллистических ракет американским союзникам на Ближнем Востоке. Операция была сорвана, колонна попала в засаду российских ЧВК, и три баллистические ракеты были украдены. Именно поэтому Грейвз получил приказ от Шепарда на устранение. «Оперативной группе 141» и мексиканскому спецназу удаётся ворваться на базу, убить Грейвза и узнать от Валерии, что Гассан находится в Чикаго, намереваясь запустить оставшуюся ракету по Вашингтону, округ Колумбия. В ходе последующей операции они убивают Гассана и не дают ракете долететь до города.
После миссии Шепард скрывается, а Ласвэлл сообщает «Оперативной группе 141» о лидере русской ЧВК, ответственном за нападение на американскую колонну «Теней», Владимире Макарове. Тем временем, русские террористы готовятся угнать самолёт после сообщения от Макарова, в котором он приказывает им не говорить по-русски во время операции.

## Игровой процесс
В игре присутствует усовершенствованная система искусственного интеллекта в режимах кампании и кооператива, физика воды и механика плавания, а также переработанная система транспортных средств. Система Gunsmith также переработана, что позволяет игрокам точно настраивать определённые приспособления в соответствии со своим стилем игры.
В многопользовательском режиме Modern Warfare II, в дополнение к старым режимам серии, появилось несколько новых: Knockout, в котором две команды пытаются захватить посылку при ограничении на количество возрождений; и Prisoner Rescue, где атакующие пытаются спасти заложника, в то время как защищающиеся препятствуют им. Также в игре присутствует кооперативный режим Special Ops.

## История разработки

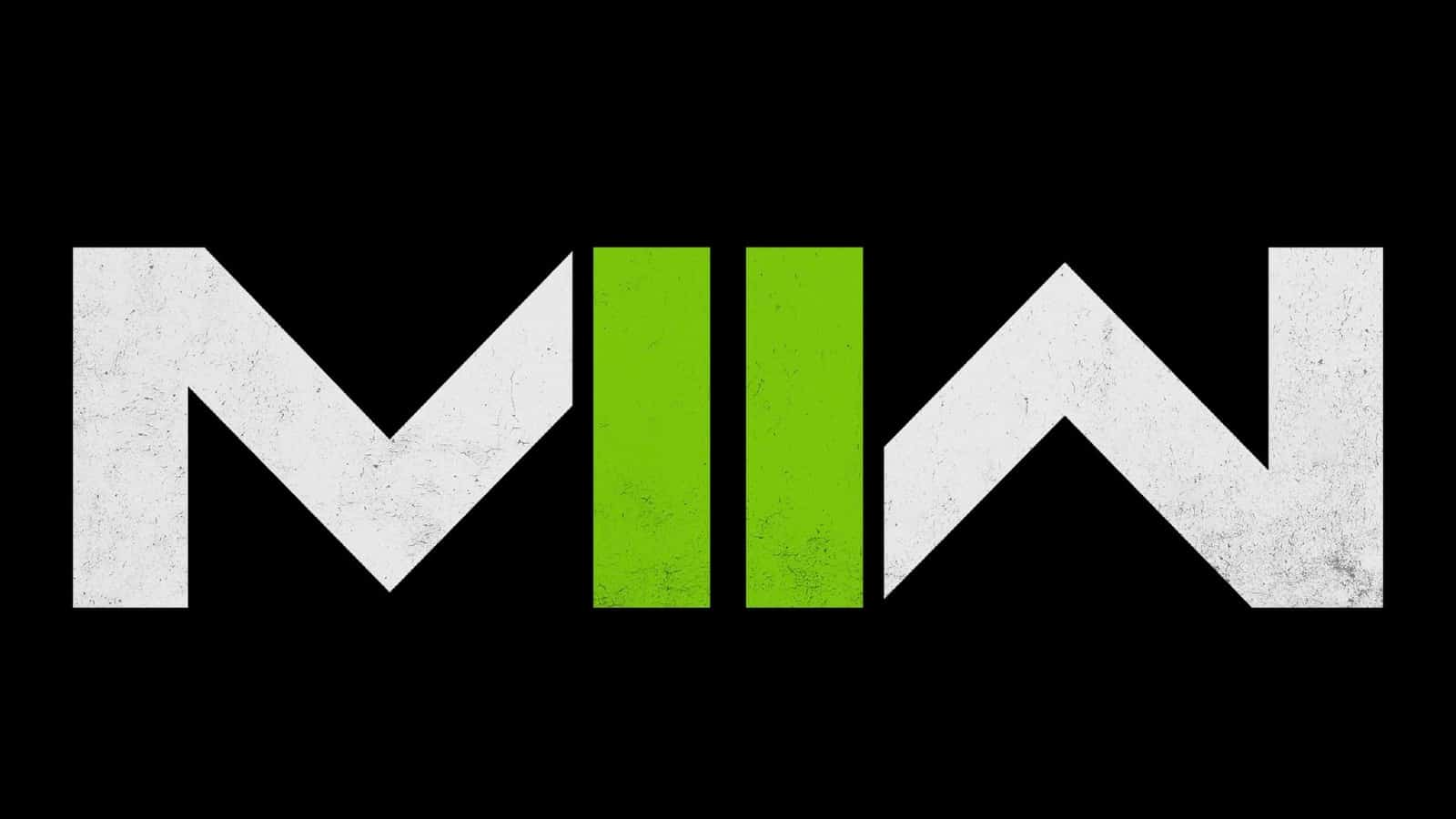
Логотип игры

Компания Infinity Ward разрабатывала Call of Duty: Modern Warfare II одновременно с новой версией Call of Duty: Warzone в жанре королевской битвы под названием Warzone 2.0, при этом обе игры используют новую версию движка IW Engine.
В феврале 2022 года Activision подтвердила, что продолжение Call of Duty: Modern Warfare (2019) будет выпущено в 2022 году вместе с новой итерацией бесплатной игры в жанре королевской битвы Call of Duty: Warzone. Название игры и логотип были опубликованы в социальных сетях в апреле 2022 года. Месяц спустя Activision выпустила ещё один тизер, в котором были представлены образы главных героев игры, а также дата выхода — 28 октября 2022 года. 2 июня 2022 года был выпущен трейлер с живыми актёрами, в тот же день Steam ответил на твит с официального аккаунта Call of Duty в Твиттере. Первый трейлер был выпущен 8 июня, демонстрируя игровой процесс в режиме кампании, а также подтверждая дату выхода игры в Steam, Battle.net и на консолях восьмого и девятого поколений.
Бета-версия многопользовательского режима была доступна с 16 по 26 сентября на всех платформах. Предзаказы всех изданий игры предоставляли ранний доступ к открытому бета-тестированию многопользовательского режима. Издание «Vault Edition» предоставляет доступ к набору оперативников «Red Team 141», набору «FJX Cinder Weapon Vault», а также доступ к боевому пропуску сезона для Modern Warfare II (в зависимости от времени покупки) и жетонам двойного опыта. Кроме того, издание «Vault Edition» включает в себя «Ghost Legacy Pack», который предоставляет 12 обликов для оперативника «Гоуст» и 10 чертежей оружия для штурмовой винтовки M4A1 для использования в Call of Duty: Modern Warfare и Call of Duty: Warzone. В отличие от предыдущих игр продающихся для разных поколений консолей, Modern Warfare II не имеет стандартной версии игры для консолей восьмого поколения, а только версию для разных поколений вместе с изданием «Vault Edition». Предзаказ игры также предоставлял ранний доступ к одиночной кампании за неделю раньше релиза — уже 20 октября.

## Отзывы и продажи

### Отзывы
| Сводный рейтинг       | Сводный рейтинг                     |
| Агрегатор             | Оценка                              |
| --------------------- | ----------------------------------- |
| Metacritic            | ПК: 79/100 PS5: 76/100 XSXS: 77/100 |
| «Критиканство»        | 71/100                              |
| Иноязычные издания    |                                     |
| Издание               | Оценка                              |
| Destructoid           | 8/10                                |
| Game Informer         | 6,5/10                              |
| GameSpot              | SP: 8/10 MP: 7/10                   |
| GamesRadar+           | [ 24 ]                              |
| IGN                   | SP: 6/10 MP: 8/10                   |
| PCGamesN              | 6/10                                |
| PC Gamer (US)         | 83/100                              |
| Push Square           | [ 29 ]                              |
| The Guardian          | [ 30 ]                              |
| VentureBeat           | [ 31 ]                              |
| VG247                 | [ 32 ]                              |
| Русскоязычные издания |                                     |
| Издание               | Оценка                              |
| 3DNews                | 7,5/10                              |
| GoHa.Ru               | Хорошо (А)                          |
| PlayGround.ru         | 8 из 10                             |
| ITC.ua                | 3,5/5                               |

Call of Duty: Modern Warfare II получила в основном хвалебные отзывы, согласно сайту-агрегатору Metacritic.
GameSpot назвали одиночную кампанию «величайшим хитом в серии», хваля высокую свободу действий игрока и разнообразие локаций, но раскритиковали систему кастомизации оружия в многопользовательском режиме как слишком сложную, а также то, что он в целом ощущается так, будто чего-то не хватает. Джордан Форвард из PCGamesN пишет, что игре не хватает каких-нибудь нововведений и что «сюжет скучный», упоминая, что в Modern Warfare II хороший геймплей как в синглплеере, так и в мультиплеере. «Сюжетная кампания — пиршество для глаз, — так высказывается о графике Алексей Лихачев из 3DNews и, описывая общие впечатления об игре, добавляет: Получилась просто очередная Call of Duty». Артём Лисайчук из ITC.ua отмечает «затянутость некоторых миссий».

### Продажи
Call of Duty: Modern Warfare II стала самой быстропродаваемой частью Call of Duty. Игра принесла разработчику и издателю 800 миллионов долларов США прибыли в первые три дня после релиза, а затем 1 миллиард долларов США за ещё 10 дней, превосходя предыдущие рекорды серии — Call of Duty: Modern Warfare 3 2011 года и Call of Duty: Black Ops II 2012 года.
В Великобритании Modern Warfare II стала самой продаваемой игрой в первую неделю после релиза. В Японии в первую неделю после релиза версия Call of Duty: Modern Warfare II для PlayStation 4 продались тиражом в 24 371 физическую копию, а версия для PlayStation 5 продалась тиражом в 17 710 копий, что обусловило попадание игры на 6-е место в чартах среди всех компьютерных игр.